# (200382) 2000 QV169
(200382) 2000 QV169 es un asteroide perteneciente al cinturón de asteroides descubierto el 31 de agosto de 2000 por el equipo del Lincoln Near-Earth Asteroid Research desde el Laboratorio Lincoln, Socorro, Nuevo México, Estados Unidos.

## Designación y nombre
Designado provisionalmente como 2000 QV169.

## Características orbitales
2000 QV169 está situado a una distancia media del Sol de 2,396 ua, pudiendo alejarse hasta 2,801 ua y acercarse hasta 1,990 ua. Su excentricidad es 0,169 y la inclinación orbital 6,013 grados. Emplea 1354,73 días en completar una órbita alrededor del Sol.

## Características físicas
La magnitud absoluta de 2000 QV169 es 16,7. 